# Kaback
Kaback est une ville et sous-préfecture de Guinée, rattachée à la préfecture de Forécariah et la région de Kindia.

## Étymologie
Le mot Kaback est tiré de la langue de l'ethnie Mandényi (les premiers habitants de la localité), KA BÈNK, qui signifie tas de sable entouré d'eau. D'où la déformation des soussous KABAKI[réf. nécessaire]

## Population
En 2016, le nombre d'habitants est estimé à 21 486, à partir d'une extrapolation officielle du recensement de 2014 qui en avait dénombré 20 090 .